# François Euvé
François Euvè (9 agosto 1954) è un fisico, teologo, scrittore e presbitero francese, coautore, insieme a Étienne Klein, del saggio  La Science, l’épreuve de Dieu, scritto in risposta al bestseller intitolato Dio. La scienza, le prove di Olivier Bonnassies e Michel-Yves Bolloré.

## Biografia
Dopo essersi laureato all'École normale supérieure de Cachan, nel 1976 divenne professore associato di fisica. Nel 2000 conseguì il dottorato in teologia.
Insegnò fisica del plasma presso l'Università Paris XI - Paris-Sud e, per alcuni anni, anche nelle scuole superiori. Nel 1983 entrò a far parte della Compagnia di Gesù, dove fu ordinato sacerdote sei anni più tardi..
Primo rappresentante ufficiale dei Gesuiti a Mosca dal XVIII secolo, tra il 1992 e il 1995 ha insegnato teologia presso l'Istituto di Filosofia, Teologia e Storia "San Tommaso" della capitale russa.
Fu docente del Centre Sèvres di Parigi, decano della Facoltà Teologica e titolare della cattedra nominata in onore di Pierre Teilhard de Chardin. Nel 2012 è stato professore ospite di Scienza e religione presso la Georgetown University di Washington.
Dal gennaio 2013 è stato caporedattore della rivista Études alla quale aveva collaborato nei dieci anni precedenti.

## Pubblicazioni
- Quel avenir pour le christianisme?, Salvator, 2023 ISBN 978-2706725524
- La science l'épreuve de Dieu ? (réponses au livre Dieu, la science, les preuves), Salvator, 2022, écrit avec la participation d'Étienne Klein.
- Théologie de l'écologie. Une Création à partager, Salvator, 2021 ISBN 978-2706720383
- Dialogue sur l'histoire, la religion et les sciences (con Michel Blay), Paris, CNRS Editions, 2019 ISBN 978-2271129482
- Au nom de la religion ? Barbarie ou fraternité, éditions de l’Atelier, 2016 ISBN 978-2708245167
- Pour une spiritualité du cosmos. Découvrir Teilhard de Chardin, Salvator, 2015 ISBN 978-2706713224
- Mathématiques, astronomie, biologie et soin des âmes : les jésuites et les sciences, Lessius, 2012 ISBN  978-2-87299-226-3
- Darwin et le christianisme, Buchet-Chastel, 2009 ISBN 978-2-283-02337-2, Pocket ISBN 978-2-266-19552-2
  - (PL)  Darwin i chrześcijaństwo, |Wydawnictwo WAM, 2010 ISBN 978-83-7505455-2
- Crainte et tremblement, une histoire du péché, éditions du Seuil, 2010 ISBN 978-2-02-096695-5
  - (IT)  Timore e tremore. Una storia del peccato, San Paolo Edizioni, 2011 ISBN 978-88-215-7349-1
- Christianisme et nature. Une création à faire fructifier, Vie chrétienne, 2004[6]
- Sciences, foi, sagesse - Faut-il parler de convergence ?, éditions de l’Atelier, 2004 ISBN 978-2-7082-3733-9
- Penser la création comme jeu (tesi di dotorato), éditions du Cerf, 2000 ISBN 978-2-204-06542-9[7]

### Partecipazioni a opere collettive
- « Une nouvelle vision scientifique du monde », dans Dieu au siécle XVII, Facoltà gesuitica di Parigi, 2002, pp. 29-58
- « Théologie fondamentale et dogmatique », Théologie, Eyrolles, 2008, p. 109-133
- Dieu et la science, di André Comte-Sponville, François Euvé, Guillaume Lecointre, Presses de l'ENSTA, 2011 ISBN 978-2-7225-0927-6
- Lettre encyclique du pape François, Loué sois-tu ! Laudato si', édition présentée et commentée sous la direction des jésuites du CERAS, introduction, annotation et conclusion par un guide de lecture du chapitre 2, « L'évangile de la Création »
- Jean Bastaire, l'écologiste, opera collettiva diretta da Fabien Révol e François Euvé, édition Salvator, 2023[8].
- Prier 15 jours avec Hélène et Jean Bastaire, opera collettiva diretta da François Euvé, nuova edizione citata, 2023.